# Sigismundo d'Este, Senhor de San Martino
Sigismundo d’Este (em italiano:  Sigismondo d'Este; Ferrara, 31 de agosto de 1433 – Roma, 1 de abril de 1507) foi um nobre italiano membro da Casa de Este, Senhor de San Martino in Rio. Foi o tronco do ramo de San Martino da Casa d'Este.
Foi Governador de Régio e Capitão General da Armada do Duque de Ferrara, o seu irmão Hércules I d'Este.

## Biografia
Era filho do duque de Ferrara Nicolau III d'Este e de Ricarda de Saluzzo. Em 1434 é batizado em honra do imperador Sigismundo do Luxemburgo, que o arma cavaleiro. Cresceu com o irmão Hércules I d'Este na corte de Afonso de Aragão, rei de Nápoles.
Em 1463 foi nomeado governador de Régio da Emília pelo seu meio irmão, o duque Borso d'Este. Em dezembro de 1470 combate contra o conde Guido Pepoli, que saqueara as suas terras e, por represália, faz o mesmo àquele conde.
Com a morte de Borso, o sucessor, o seu irmão Hércules I, confirma-o seu representante em Régio da Emília, defendendo as fronteiras e governando o ducado na ausência do irmão. Entre 1467 e 1488, participou em diversos conflitos coadjuvando o irmão.
A 11 de maio de 1501, como recompensa dos serviços prestados, Hércules I concede-lhe o Senhorio de San Martino in Rio, com as localidades de Campogalliano, Castellarano, San Cassiano e Rodeglia.
Em 1507, visita Roma, onde vem a morrer em consequência duma queda nas escadarias da Basílica de São Pedro.
Os seus sucessores, os Este do ramo de San Martino in Rio, dominaram o vasto feudo, até 1752, ano em que o ramo se extinguiu em linha masculina.

## Descendência
Sigismundo teve quatro filho de uma dama chamada Pizzocara:
- Hércules (Ercole)  (? - 1512), Senhor de San Martino, casou com Angela Sforza, com descendência;
- Lucrécia (Lucrezia) (? - 1544), casou com Antonio Alberico II Malaspina, Marquês de Massa e Senhor de Carrara, e foi mãe de Ricarda Malaspina;[4]
- Branca (Bianca) (? - ?), casou com Amerigo Sanseverino, Conde de Capaccio;
- Diana (Diana) (? - 1555), casou com Uguccione Contrari, Conde de Vignola.